# Lenord+Bauer
Die Lenord, Bauer & Co. GmbH ist ein deutsches Unternehmen für Automatisierungstechnik und weltweit führend in Entwicklung und Produktion von magnetischen Drehzahlsensoren für Hochgeschwindigkeitsspindeln. Es wurde 1965 von Horst Lenord, Günther Bauer, Hans Look und Dieter Westerhoff gegründet.
Das Unternehmen hat im Bereich der Drehzahlsensoren für Hochgeschwindigkeitsspindeln einen weltweiten Marktanteil von rund 80 % Prozent.

## Geschichte
Nach der Gründung 1965 stellte Lenord + Bauer seit 1969 kompakte Industriesteuerungen als kundenspezifische Lösungen her. Vier Jahre später begann die Firma 1973 mit dem Verkauf der ersten Produkte für den Industriemarkt. Mit damals zwölf Mitarbeitern wurde ein eigenes Betriebsgebäude bezogen. In den folgenden Jahren expandierte Lenord + Bauer weiter. 1984 wurden weiterentwickelte Kompaktsteuerungen auf dem Markt eingeführt. Mit 45 Mitarbeitern musste eine Gebäudeerweiterung vorgenommen werden. In dieser Zeit fand die Entwicklung elektronischer Zähler und der ersten am Markt verfügbaren magnetischen inkrementalen Drehgeber statt, die 1986 ausgeliefert wurden. 1993 wurde das Portfolio um miniaturisierte Einbaudrehgeber erweitert. Bei einer Belegschaftsstärke von über 100 Mitarbeitern folgte eine weitere Gebäudeerweiterung. 1996 fand erstmals in der Firmengeschichte ein Wechsel in der Unternehmensleitung statt. Mit Hans-Georg Wilk übernahm ein langjähriger Mitarbeiter von Lenord + Bauer die Geschäftsführung. Die technische Entwicklungsarbeit wurde fortgesetzt. 1997 wurden in Lenord + Bauer-Steuerungen Kurvenscheibenfunktionalitäten integriert und 2001 Sensorelemente entwickelt. Im selben Jahr folgte die dritte Betriebserweiterung. Anfang 2012 bezog Lenord + Bauer im benachbarten Gladbeck ein neues, 5.500 m² großes Produktions- und Logistik-Center. Die Verwaltung sowie Forschung und Entwicklung verblieben in Oberhausen. Mitte 2012 schied Hans-Georg Wilk aus der Geschäftsführung der Lenord, Bauer & Co. GmbH aus. 2013 stieg Matthias Lenord in das operative Geschäft bei Lenord + Bauer ein. 2020 berief das Unternehmen Rudo Grimm als Vorsitzenden der Geschäftsführung.

## Produktlinien
Lenord + Bauer vertreibt Sensoren auf Basis des magnetischen Messprinzips, Steuerungen sowie Positionierantriebe.
Das Unternehmen stellt seit 2007 den Absolutwertgeber GEL 235 her. Er hat eine Singleturn-Auflösung von 16 bit und eine Genauigkeit besser als 0,1°. Für den Sensor wurde Lenord + Bauer mit dem Industriepreis 2007 der Initiative Mittelstand in der Kategorie Maschinenbau ausgezeichnet.

## Engagement
2006 wurde Lenord + Bauer in die Liste der „Top-Arbeitgeber in Deutschland 2006“ aufgenommen und belegte im Bereich Work-Life-Balance den 4. Platz.
Ab 2005 veranstaltete Lenord + Bauer gemeinsam mit dem Verein Science on Stage Deutschland e.V. den internationalen Schülerwettbewerb „Innovative Ideen bewegen Europa“. Der Wettbewerb wurde 2007 mit dem Sonderpreis der Initiative „Zukunft durch Innovation.NRW“ des Ministeriums für Innovation, Wissenschaft, Forschung und Technologie des Landes Nordrhein-Westfalen ausgezeichnet. Ab 2010 wurde der Wettbewerb gemeinsam mit dem UVRN Unternehmerverband Ruhr-Niederrhein organisiert und 2012 in „Schüler macht MI(N)T“ umbenannt. 2016 stieg Lenord + Bauer aus der Veranstaltung aus.

## Mitgliedschaften

### Gründungsmitglied
- Innovationsplattform Magnetische Mikrosysteme – Innomag e.V.
- patentverein.de e.V.
- Zentrum für Innovation und Technik in NRW – Zenit

### Fördermitglied
- CIMVerein Nordrhein-Westfalen e.V.
- ENO – Entwicklungsgesellschaft Neu-Oberhausen mbH
- Deutsche Industrie und Handelskammer (IHK)
- Pro Ruhrgebiet
- RKW Rationalisierungs- und Innovationszentrum der Deutschen Wirtschaft e.V.
- Science on Stage Deutschland e.V.
- UnternehmerverbandsGruppe e.V.
- ZVEI-Verband (Zentralverband Elektrotechnik- und Elektroindustrie e.V.) sowie in den Fachverbänden Automation und Elektrobahnen